# Yvon Mougel
Yvon Mougel (Cornimont, 25 maggio 1955) è un ex biatleta francese.
È fratello di Francis, a sua volta biatleta di alto livello.

## Biografia
In carriera prese parte a tre edizioni dei Giochi olimpici invernali, Innsbruck 1976 (7° nella staffetta), Lake Placid 1980 (33° nella sprint, 6° nell'individuale, 7° nella staffetta) e Sarajevo 1984 (6° nella sprint, 4° nell'individuale, 9° nella staffetta), e a una dei Campionati mondiali, vincendo una medaglia.

## Palmarès

### Mondiali
- 1 medaglia:
  - 1 bronzo (sprint[2] a Lahti 1981)

### Coppa del Mondo
- 1 podio (individuale[3]), oltre a quello conquistato in sede iridata e valido anche ai fini della Coppa del Mondo:
  - 1 secondo posto